# 捕逸
捕逸（英語：Passed Ball，簡稱PB），棒球用語，與暴投類似，捕手未能確實接捕投手所投出的球。即捕手在投手投出能正常接捕到的球，且無擦棒或觸身等情況，卻又未確實接捕之投球。若投手投出的球過於離譜，使捕手未能接捕時，則稱之為暴投。
與暴投不同的是，由於捕逸被認定為捕手的責任，在紀錄上不算是投手失誤，因此捕逸所失去的分數在紀錄上不算是投手的自責分。
負責判斷暴投或捕逸的是官方紀錄員。如果不確定的話，通常會給予有利於捕手的判定。也就是說大多數的情況都會紀錄為暴投。
在MLB中，史上捕逸次數最多的是波普·斯耐德（Pop Snyder），共763次。